# Марше, Жорж
Жорж Луи́ Рене́ Марше́ (фр. Georges René Louis Marchais; 7 июня 1920, Ла-Огет; Кальвадос; Нижняя Нормандия — 16 ноября 1997, Париж) — французский политический и государственный деятель-коммунист. Генеральный секретарь ФКП с 1972 по 1994 год. Депутат Национального собрания Франции с 1973 по 1997 год. Участвовал в президентских выборах 1981 года, на которых получил 15,35 % голосов избирателей и тем самым занял четвёртое место.

## Биография

### Ранняя жизнь
Жорж Марше родился 7 июля 1920 года в семье рабочего Рене Марше и Жермен Бушер. Работал токарем. Во время Второй мировой войны находился на принудительных работах в Германии, откуда он совершил побег на родину.

### Политическая деятельность
В 1947 году занялся активной политической и партийной деятельностью, он вступил в компартию. С 1954 по 1961 год занимал должность секретаря федерации ФКП Сен-Сюд. В 1956 году Марше избран кандидатом в члены ЦК. В 1959 избран членом ЦК и кандидатом в члены Политбюро партии, в которое он избран уже в 1961 году, в том же году он избран секретарём ЦК. Карьерный рост Марше в партии был продолжен, на XIX Съезде ФКП (1970) он избран заместителем секретаря, а уже на XX Съезде (1972) непосредственно генеральным секретарём, то есть лидером партии.
Марше участвовал в разработке программных и тактических установок ФКП, принятых пленумом ЦК ФКП в Шампиньи в 1968 году (манифест «3а передовую демократию, за социалистическую Францию») в котором в качестве основной задач было переход от теории социалистической революции к теории перехода «существующего буржуазного строя к передовой демократии»: завоевание политической власти рабочим классом и его союзниками парламентским путём; национализация ключевых отраслей промышленности и банков; наличие партии, способной играть роль авангарда рабочего класса. В 1971 году руководил делегации ФКП во время переговоров в Москве на высшем уровне с делегацией КПСС, завершившихся совместным заявления двух партий.

#### На посту руководителя ФКП
В 1973 году Марше избрался депутатом в Национальное собрание Франции.
В 1974 году во время президентских выборов открыто поддержал кандидатуру социалиста Франсуа Миттерана как единого кандидата от левой коалиции.
На XX съезде ФКП, проходившем в феврале 1976 года, партия отказалась от теории диктатуры пролетариата и ссылки на неё в программе. Партия значительно уклонилась в сторону еврокоммунизма (который в это время был популярен в ИКП). О поддержке этой идеи Марше официально заявил в своей книге «Поговорим откровенно», в ней же он высказал точку зрения о событиям Пражской весны: с одной стороны он критиковал действия СССР, с другой — действия руководства Чехословакии за то, что оно довело страну до такого состояния.
В 1979 году генсек ФКП поддержал ввод советских войск в Афганистан.
В 1977 году ФКП порвала сотрудничество с соцпартией, которую обвиняли в оппортунизме. После чего Марше был выдвинут кандидатом на президентские выборы 1981 года, однако он занял только четвёртое место, получив 4 456 922 голосов избирателей (15,35 %).
Далее, после прихода к власти Франсуа Миттерана, Марше вновь установил сотрудничество с соцпартией, члены ФКП вошли в состав правительства Пьера Моруа, однако после того как пост министра финансов занял Жак Делор и проведения им непопулярного ужесточения бюджетной политики, ФКП вновь ушла в оппозицию. Отношения СССР и ФКП начали ухудшаться ещё с момента перехода последней на позиции еврокоммунизма, однако после прихода Михаила Горбачёва на пост генсека взаимосвязи улучшились. Всё это не оказало позитивного результата в плане отношения к партии в обществе, на парламентских выборах 1986 и 1993 годов компартия получала меньше 10 % голосов избирателей.
В 1994 году на XXVIII Съезде ФКП Марше покинул пост генсека партии в пользу Робера Ю. Таким образом на эпоху руководства Марше над партией приходится реформирование ФКП в сторону еврокоммунизма, а также падение рейтинга партии в обществе.

#### Дальнейшая деятельность
21 апреля 1997 года закончил работу депутата в Национальном Собрании, в новый созыв избираться не стал. Таким образом, Марше пробыл депутатом 6 созывов. 16 ноября 1997 года в результате сердечного приступа Марше умер в больнице Ларибуазьер. Во Франции кончина Марше стала событием дня.

## Труды
- «Что такое Французская коммунистическая партия?», Социальное издание, 1970
- «Коммунисты и крестьяне», с Фернан Clavaud, 1972
- «Le Défi démocratique», Grasset, 1973
  - Демократический вызов. — М.: Прогресс, 1976. — 151 с. — Рассылается по специальному списку
- «Политика ФКП», Социальное издание, 1974
- «Коммунисты и/или христиане», Декле из Брауэр, 1977
- «Parlons franchement», Грассе, 1977
  - Скажем откровенно. — М.: Прогресс, 1978. — 138 с. — Рассылается по специальному списку
- «Надеюсь на это», Социальное издание, 1980
- «Демократия», Мессидора, 1990